# Allsvenskan (1984)
Allsvenskan (1984) była 60. sezonem Allsvenskan – najwyższej klasy rozgrywkowej piłki nożnej w Szwecji. Liga liczyła 12 zespołów. W rundzie zasadniczej rywalizowano systemem ligowym. Runda zasadnicza rozpoczęła się 14 kwietnia, a zakończyła się 29 września. Po tej rundzie 8 najlepszych drużyn walczyło o tytuł mistrza kraju systemem pucharowym. Runda pucharowa zaczęła się 7 października, a zakończyła się 3 listopada. Dwie ostatnie drużyny spadły do drugiej ligi. Tytuł obroniła drużyna IFK Göteborg. Tytuł króla strzelców zdobył Billy Ohlsson, który w barwach Hammarby IF strzelił 14 goli.

## Tabela rundy zasadniczej
|    | Klub           | M  | Z  | R  | P  | Br+ | Br- | Br+/- | Pkt | Uwagi                  |
| 1  | IFK Göteborg   | 22 | 14 | 4  | 4  | 43  | 19  | +24   | 32  | Play-off o mistrzostwo |
| 2  | AIK Fotboll    | 22 | 12 | 7  | 3  | 28  | 12  | +16   | 31  | Play-off o mistrzostwo |
| 3  | Malmö FF       | 22 | 11 | 5  | 6  | 47  | 24  | +23   | 27  | Play-off o mistrzostwo |
| 4  | Hammarby IF    | 22 | 11 | 4  | 7  | 42  | 30  | +12   | 26  | Play-off o mistrzostwo |
| 5  | IFK Norrköping | 22 | 8  | 8  | 6  | 33  | 30  | +3    | 24  | Play-off o mistrzostwo |
| 6  | IK Brage       | 22 | 7  | 6  | 9  | 21  | 25  | -4    | 20  | Play-off o mistrzostwo |
| 7  | Kalmar FF      | 22 | 5  | 10 | 7  | 17  | 25  | -8    | 20  | Play-off o mistrzostwo |
| 8  | Halmstads BK   | 22 | 7  | 5  | 10 | 18  | 26  | -8    | 19  | Play-off o mistrzostwo |
| 9  | Örgryte IS     | 22 | 5  | 7  | 10 | 24  | 36  | -12   | 17  |                        |
| 10 | Östers IF      | 22 | 5  | 6  | 11 | 28  | 36  | -8    | 16  |                        |
| 11 | IF Elfsborg    | 22 | 5  | 6  | 11 | 24  | 39  | -15   | 16  | Spadek                 |
| 12 | Gefle IF       | 22 | 4  | 8  | 10 | 21  | 44  | -23   | 16  | Spadek                 |

## Play-off o mistrzostwo

### Ćwierćfinały
- IK Brage – Malmö FF 1–0, 2–2 (3–2)
- IFK Norrköping – AIK Fotboll 1–0, 1–2 (2–2)
- Kalmar FF – Hammarby IF 3–2, 0–3 (3–5)
- Halmstads BK – IFK Göteborg 0–0, 1–2 (1–2)

### Półfinały
- IFK Norrköping – Hammarby IF 0–0, 0–0 (0–0) karne: 5–4
- IK Brage – IFK Göteborg 1–5, 2–2 (3–7)

### Finał
- IFK Norrköping – IFK Göteborg 1–5, 0–2 (1–7)

IFK Göteborg został mistrzem Szwecji w 1984.